# Beljajka
Beljajka es un pueblo ubicado en la municipalidad de Despotovac, en el distrito de Pomoravlje, Serbia.

## Superficie
Posee una superficie de 12,01 kilómetros cuadrados.

## Demografía
Hasta 2011 la población era de 251 habitantes, con una densidad de población de 20,91 habitantes por kilómetro cuadrado.